# Andy McNab
Andy McNab (Southwark (Engeland), 28 december 1959) is een Brits schrijver en voormalig soldaat bij de Britse 'elite' eenheid Special Air Service (SAS). De naam Andy McNab is een pseudoniem; zijn echte naam is Steven Billy Mitchell. McNab maakte deel uit van een SAS-missie, genaamd Bravo Two Zero tijdens de Eerste Golfoorlog, waarbij hij gevangengenomen werd. McNab ontving na zijn vrijlating de Distinguished Conduct Medal voor zijn deelname aan deze missie. Voor een eerdere missie in Noord Ierland (1979) ontving McNab reeds de Military Medal. Een ander lid van de Bravo Two Zero missie, Chris Ryan, schrijft tegenwoordig ook.
Het pseudoniem Andy McNab nam hij aan na het schrijven van het boek Bravo Two Zero over deze missie. De persoon Andy McNab hult zichzelf in mysterie. Bij televisieoptredens wordt hij onherkenbaar in beeld gebracht en bij lezingen mag hij niet gefotografeerd worden, omdat dit, zoals hij in interviews vertelt, degenen die met hem betrokken waren bij undercoveracties in Noord-Ierland - en die daar nog steeds wonen - in gevaar kan brengen.

### Non-Fictie
- Bravo Two Zero (1993) NL: Bravo Two Zero
- Immediate Action (1995) NL: SAS-commando
- Seven Troop (2008) NL: Onbreekbare eenheid
- Spoken from the Front (2009)
- Spoken from the Front 2 (2011)

### Fictie
Nick Stone Missions (serie)
- 1 Remote Control (1998) NL: Total control
- 2 Crisis Four (2000) NL: Crisis four
- 3 Firewall (2000) NL: De huurling
- 4 Last Light (2001) NL: De sluipschutter
- 5 Liberation Day (2002) NL: Dag van bevrijding
- 6 Dark Winter (2003) NL: Dag van terreur
- 7 Deep Black (2004) NL: Dag van geweld
- 8 Aggressor (2005) NL: Agressor
- 9 Recoil (2006) NL: Terugslag
- 10 Crossfire (2007) NL: Kruisvuur
- 11 Brute Force (2008) NL: De verrader
- 12 Exit Wound (2009) NL: Oorlogswond
- 13 Zero Hour (2010) NL: Nul uur
- 14 Dead Centre (2011) NL: Epicentrum
- 15 Silencer (2013) NL: Doodse stilte
- 16 For Valour (2014) NL: De hoogste prijs
- 17 Detonator (2015) NL: Explosiegevaar
- 18 Cold Blood (2016) NL: Koud bloed
- 19 Line of Fire (2017) NL: In de vuurlinie

Tom Buckingham Missions (serie)
- Red Notice (2012) NL: Alarmfase rood
- Fortress (2014) NL: Brandhaard
- State Of Emergency (2015) NL: Noodtoestand

Men at War (Serie met co-schrijver Kym Jordan)
- War Torn (2010) NL: De Afghanistan-missie
- Battle Lines (2012) NL: Het Talibanoffensief

Quick Reads Project
- The Grey Man (2006)
- Last Night, Another Soldier (2010)
- Today Everything Changes (2013)

Overigen
- Battlefield 3. The Russian (2011)
- The Good Psychopaths Guide to Succes (2014 in samenwerking met Prof. Kevin Dutton) NL: De Goede Psychopaat

### Fictie Jeugd/Jong-volwassenen
Boy Soldier (met co-schrijver Robert Rigby)
- Boy Soldier (2005) NL: De jonge soldaat
- Boy Soldier 2: Payback (2005) NL: Vergelding
- Boy Soldier 3: Avenger (2006) NL: De wreker
- Boy Soldier 4: Meltdown (2007) NL: meltdown

DropZone
- DropZone (2010)
- DropZone - Terminal Velocity (2011)

Liam Scott
- Liam Scott 1: The New Recruit (2013)
- Liam Scott 2: The New Patrol (2014)
- Liam Scott 3: The New Enemy (2015)

### Geluidsverhalen
- Iraq Ambush (2007)
- Royal Kidnap (2007)
- Roadside Bomb (2007)

## TV
- Bravo Two Zero (1997 verfilmd door de BBC)
- The Grey Man (2007 verfilmd door de BBC)
- Andy McNab's Tour of Duty (2008)
- "Alarmfase Rood" (SAS: Rise of the Black Swan, 2021)